# Leona di Marco
Leona di Marco (Utica (Nova York) 1927, 2022) fou una directora d'escena i instructora de teatre.
Llicenciada en Lletres per la Flora Stone Matger College (Cleveland, Ohio) i diplomada en teatre per la High School d'Utica ha exercit com a professora d'arts escèniques a la Western Reserve University, la Bruford School of Drama, la Universitat de Maryland i la Universitat de Londres. Ha realitzat cursos amb gent de reconegut prestigi com la ballarina Marta Graham, el director i actor Max Reinhardt, el promotor teatral Basil Dean, Henry Kurth o Charlotte Chopenny entre d'altres.
El 1962 es traslladà a Anglaterra, juntament amb el seu marit, l'actor poeta i dramaturg Harry Tierney. Allà va fundar i dirigir el Holland Park Theatre de Londres (1962-1969), a més de treballar com a productora executiva d'Eurofilms, al Pinewood Studios de Londres (1974-1976). El 1978 va retornar als Estats Units, on va treballar dues temporades amb Tennessee Williams al Fine Arts Center Key West de Florida (1978-1980).El 1982 va establir la seva residència a Banyalbufar, Mallorca, localitat on va dirigir alguns muntatges infantils. Posteriorment va col·laborar en la formació d'actors del grup Trip-Trup Teatre, que més tard es convertiria amb Estudi Zero, companyia de la cual va ser co-fundadora i directoria artística d'alguns dels seus muntatges teatrals entre el 1984 i el 1994. A principis dels anys 90 va contribuir a la creació de l'Escola d'Arts Escèniques del Teatre Sans, per a la qual va dirigir alguns dels seus muntatges.
El 1994 va fundar el Centre Dramàtic di Marco, escola de referència a l'illa i cuna de moltes generacions posteriors d'actors i professionals del teatre com Bartomeu Homar, Aina de Cos, Joan Yago, Agnès Llobet o Júlia Truyol. A principis dels 2000, va impulsar el Festival Internacional de teatre de Teresetes de Mallorca, juntament amb altres companyies de teatre de l'illa. Fou distingida al Memorial Llorenç Moyà per la seva direcció de La cantant calba (1986) i al XVI Festival de Teatro de Oriente (Caracas, Veneçuela) per la direcció de Zero '92 Magazine (1991). L'any 2007 va ser guardonada amb el premi Jeckyll, concedit per l'Associació d'Actors i Actrius de les Illes Balears per 'la seva tasca infatigable en el camp pedagògic i docent'. El 2008 va retornar a la seva Nova York natal.